# Aufrichtige Tannengesellschaft
Die Aufrichtige Tannengesellschaft (auch Aufrichtige Gesellschaft von der Tannen) war eine deutsche Sprachgesellschaft zur Zeit des Barock.
Junge Literaten gründeten die Aufrichtige Tannengesellschaft 1633 in Straßburg. Sie sollte der deutschen Muttersprache ihre Reinheit wiedergeben und die Rechtschreibung feststellen. Die Gesellschaft, deren Mitgliederzahl bewusst auf Zehn beschränkt war, bestand bis um 1670.
Bedeutende Mitglieder waren u. a.:
- Johannes Freinsheim
- Johannes Küffer
- Johann Michael Moscherosch
- Jesaias Rompler von Löwenhalt
- Johann Matthias Schneuber